# Cophura fur
Cophura fur är en tvåvingeart som först beskrevs av Samuel Wendell Williston  1885.  Cophura fur ingår i släktet Cophura och familjen rovflugor. Inga underarter finns listade i Catalogue of Life.